# Superintendencia de Bancos de Guatemala
La Superintendencia de Bancos (SIB), es el órgano que ejerce la vigilancia e inspección de bancos, instituciones de crédito, empresas financieras, entidades afianzadoras, de seguros y las demás que la ley disponga en toda la República de Guatemala.
Esté órgano de Banca Central, rige su operación bajo el artículo 133 de la Constitución Política de la República de Guatemala y los artículos 1, 2 y 3 de la Ley de Supervisión Financiera.
En 2021 supervisaba a 17 bancos, al Banco de Guatemala, 11 sociedades financieras, 14 almacenadoras y 28 compañías de seguros. Asimismo a tres casas de cambio, cuatro entidades fuera de plaza, ocho casas de bolsa, cuatro empresas emisoras de tarjetas de crédito y otras; para un total de 94 entidades supervisadas.

## Historia
La Superintendencia de Bancos de Guatemala surgió en 1946, se describe su surgimiento en el capítulo X de la primera memoria de labores del Banco de Guatemala, que corresponde al período julio a diciembre de ese mismo año. Se dispuso en ese entonces, que el nombramiento del Superintendente de Bancos debe provenir de una terna que la Junta Monetaria proponga al Tribunal y Contraloría de Cuentas.
El nombramiento inicial recayó en el señor José Joaquín Prieto Barrios, elemento que antes formara parte del Departamento Monetario y Bancario del Ministerio de Economía y Trabajo. En la organización inicial, existía la oficina del Superintendente, y cuatro secciones principales: Auditoría; Estadística; Jurídica; y, Secretaría y Archivo General.
Las labores de la Superintendencia de Bancos tuvieron formal principio el 2 de septiembre de 1946, siendo entre sus principales objetivos la estandarización de la nomenclatura contable del sistema bancario, como en el mecanismo de operación de los mismos.
En ese entonces, su accionar se limitaba a la supervisión de cinco instituciones bancarias:
1. Banco Central de Guatemala
2. Banco de Occidente
3. Crédito Hipotecario Nacional
4. Banco de Londres
5. Banco Lippmann y Co.

En el año 2000 se estableció que debía asumir el rol de la Unidad de Inteligencia Financiera que fue creada en la Ley contra el Lavado de Dinero u Otros Activos, esta unidad es la encargada de recibir información de personas acerca de movimientos o transacciones inusuales o sospechosas que puedan tener vínculos con lavado de dinero.

## Concepto y Supervisión
El artículo 1 y 2 de la Ley de Supervisión Financiera establece que:

### Artículo 1. Naturaleza y objeto
La Superintendencia de Bancos es un órgano de Banca Central, organizado conforme a esta ley; eminentemente técnico, que actúa bajo la dirección general de la Junta Monetaria y ejerce la vigilancia e inspección del Banco de Guatemala, bancos, sociedades financieras, instituciones de crédito, entidades afianzadoras, de seguros, almacenes generales de depósito, casas de cambio, grupos financieros y empresas controladoras de grupos financieros y otras.

### Artículo 2. Supervisión
La Superintendencia de Bancos tiene plena capacidad para adquirir derechos y contraer obligaciones, goza de la independencia funcional necesaria para el cumplimiento de sus fines, y para velar porque las personas sujetas a su vigilancia e inspección cumplan con sus obligaciones legales y observen las disposiciones normativas aplicables en cuanto a liquidez, solvencia y solidez patrimonial. La función de supervisión no implica que la Superintendencia de Bancos adquirirá responsabilidades sobre las operaciones de las entidades bajo su vigilancia.

## Misión y Visión

### Misión Institucional
- Promover la estabilidad y confianza en el sistema financiero supervisado.[2]

### Visión Institucional
- Ser una entidad de reconocida credibilidad y prestigio, que realiza su trabajo y supervisión efectiva en forma eficaz, medible y conforme a estándares internacionales, aprovechando las tecnologías de información y comunicaciones, haciendo uso eficiente de los recursos disponibles, con personal calificado y comprometido con la institución y sus valores.

## Funciones
El artículo 3 de la Ley de Supervisión Financiera establece las siguientes funciones de la Superintendencia de Bancos:
1. Cumplir y hacer cumplir las leyes, reglamentos, disposiciones y resoluciones aplicables;
2. Supervisarlas a fin de que mantengan la liquidez y solvencia adecuadas que les permita atender oportuna y totalmente sus obligaciones, y evalúen y manejen adecuadamente la cobertura, distribución y nivel de riesgo de sus inversiones y operaciones contingentes;
3. Dictar en forma razonada las instrucciones tendientes a subsanar las deficiencias o irregularidades que encontrare;
4. Imponer las sanciones que correspondan de conformidad con la ley;
5. Ejercer vigilancia e inspección con las más amplias facultades de investigación y libre acceso a todas las fuentes y sistemas de información de las entidades supervisadas, incluyendo libros, registros, informes, contratos, documentos y cualquier otra información, así como a los comprobantes que respaldan las operaciones de las entidades supervisadas. Toda sociedad, empresa o persona particular que preste a las entidades sujetas a la vigilancia e inspección de la Superintendencia de Bancos, servicios informáticos, contables, legales, de custodia, de intermediación de valores u otras operaciones, tiene la obligación de permitir el acceso a sus instalaciones a las personas nombradas por la Superintendencia de Bancos, así como de proporcionarles toda la información, documentos, registros o comprobantes que respaldan las operaciones, negocios, contratos o asuntos que tengan relación con la entidad supervisada a la que le prestan servicios;
6. Solicitar directamente a cualquier juez de primera instancia de los ramos civil o penal, las medidas precautorias que considere necesarias para poder cumplir con su función de vigilancia e inspección en caso de negativa, impedimento o retraso por parte de la entidad correspondiente o de la sociedad, empresa o persona particular contratada para prestarle los servicios enumerados en el inciso anterior, las cuales se decretarán sin necesidad de audiencia previa;
7. Requerir información sobre cualesquiera de sus actividades, actos, operaciones de confianza y su situación financiera, sea en forma individual, o cuando proceda, en forma consolidada;
8. Realizar su vigilancia e inspección sobre la base de una supervisión consolidada;
9. Evaluar las políticas, procedimientos, normas y sistemas de las entidades y, en general, asegurarse que cuenten con procesos integrales de administración de riesgo;
10. Efectuar recomendaciones de naturaleza prudencial tendientes a que identifiquen, limiten y administren adecuadamente los riesgos que asuman en sus operaciones, constituyan las reservas de valuación que sean necesarias para cubrir el riesgo de irrecuperabilidad y mantengan patrimonio suficiente con relación a tales riesgos;
11. Velar por el cumplimiento de manera general y uniforme de las operaciones de contabilidad, de conformidad con la normativa emitida por la Junta Monetaria;
12. Velar por el cumplimiento de las disposiciones generales emitidas por la Junta Monetaria que norman las operaciones de confianza;
13. Velar por el cumplimiento de las normas emitidas por la Junta Monetaria para que las entidades proporcionen al público información suficiente, veraz y oportuna sobre sus actividades y su situación financiera, en forma individual y, cuando corresponda, en forma consolidada;
14. Publicar información suficiente, veraz y oportuna sobre la situación financiera de las entidades sujetas a su vigilancia e inspección, en forma individual o consolidada;
15. Normar de manera general y uniforme, los requisitos mínimos que las entidades sujetas a su supervisión deben exigir a los auditores externos o firmas de auditoría en la realización de auditorías externas a las mismas;
16. Llevar registros de los bancos, sociedades financieras, grupos financieros, empresas controladoras, empresas responsables, almacenes generales de depósito, casas de cambio, compañías de seguros y fianzas y otras entidades que, conforme la ley, estén sujetas a la vigilancia e inspección de la Superintendencia de Bancos; de los directores, funcionarios superiores y representantes legales de las entidades referidas, así como de auditores externos, agentes de seguros, y otros que sean necesarios para el cumplimiento de sus fines;
17. Solicitar a la autoridad que corresponda la liquidación o la declaratoria de quiebra de las entidades sujetas a su vigilancia e inspección, en los casos que proceda de conformidad con la ley;
18. Proporcionar la información estadística o datos de índole financiera que requiera la Junta Monetaria, el Banco de Guatemala o el Tribunal competente;
19. Participar y formar parte de organismos, asociaciones, entidades y foros internacionales de supervisión, así como poder suscribir y adherirse a declaraciones emitidas por éstos, de conformidad con la ley;
20. Intercambiar información con otras entidades de supervisión, nacionales o extranjeras, para propósitos de supervisión;
21. Denunciar, ante autoridad competente, los hechos que puedan tener carácter delictuoso, acerca de los cuales tenga conocimiento por razón de sus actividades, para lo cual queda autorizada para proporcionar información que identifique a depositantes o inversionistas, cuando sea requerida judicialmente;
22. Proponer a la Junta Monetaria los reglamentos, disposiciones y demás normativa que ésta deba dictar, en materia de su competencia, de conformidad con la ley;
23. Dictar las disposiciones necesarias para que las entidades supervisadas le remitan los informes, datos, antecedentes, estadísticas, y otros documentos sobre su situación financiera; determinando el plazo y la forma o medio por el que dicha información le habrá de ser remitida; y,
24. Ejercer las demás funciones que le correspondan de acuerdo con las leyes, reglamentos y otras disposiciones aplicables.

## Instituciones Supervisadas por la SIB
| Banco de Guatemala | Instituciones de crédito | Casas de cambio | Bancos | Entidades afianzadoras, de seguros | Grupos financieros y empresas controladoras de grupos financieros | Sociedades financieras | Almacenes generales de depósito | Las demás entidades que otras leyes dispongan. |

## Organización
Está dirigida por el Superintendente de Bancos este es la autoridad administrativa superior. Ejerce su representación legal, tanto para actuar judicial como extrajudicialmente en el ámbito de su competencia; además, tiene las facultades para ejecutar los actos, otorgar y revocar mandatos y celebrar los contratos que sean del giro ordinario de la superintendencia, según su naturaleza y objeto, de los que de él se deriven y de los que con ella se relacionan.
El Superintendente de Bancos es nombrado por el Presidente de la República para un período de cuatro años, seleccionado de una terna propuesta por la Junta Monetaria, con el voto favorable de las tres cuartas partes de la totalidad de los miembros de esta.

## Superintendentes de bancos
| No | Nombre                          | Periodo(s) |
| -- | ------------------------------- | ---------- |
| 1  | Joaquín Prieto Barrios          | 1946-1951  |
| 2  | Augusto Contreras Godoy         | 1951-1956  |
| 3  | Adán R. Echeverría Magaño       | 1956-1961  |
| 4  | Marco Tulio Benítez Gil         | 1961-1966  |
| 5  | Eduardo Mosquera E.             | 1966-1967  |
| 6  | Tomas Villamar Contreras        | 1967-1970  |
| 7  | José Lizarralde Arrillaga       | 1970-1972  |
| 8  | Tomas Villamar Contreras        | 1972-1978  |
| 9  | Edmundo Quiñónez Solórzano      | 1978-1982  |
| 10 | José Miguel Gaitán              | 1982-1983  |
| 11 | Hugo Rolando Calderón           | 1983-1984  |
| 12 | Carlos Enrique Ponciano         | 1984-1986  |
| 13 | José Miguel Gaitán              | 1986-1987  |
| 14 | Gustavo Ayestas Escobar         | 1988-1993  |
| 15 | José Alejandro Arévalo Alburez  | 1993-1995  |
| 16 | Roberto Alirio Gutiérrez Nájera | 1995-2000  |
| 17 | Douglas Orlando Borja Vielman   | 2000-2004  |
| 18 | Willy Zapata                    | 2004-2008  |
| 19 | Edgar B. Barquín Durán          | 2008-2010  |
| 20 | Víctor Manuel Mancilla Castro   | 2010-2012  |
| 21 | Ramón Benjamín Tobar Morales    | 2012-2014  |
| 22 | José Alejandro Arévalo Alburez  | 2014-2018  |
| 23 | Erick Armando Vargas Sierra     | 2018-2022  |
| 24 | Saulo De León Durán             | 2022-      |